# F. C. Khooneh Be Khooneh
El Khooneh Be Khooneh (en persa: باشگاه فوتبال خونه‌به‌خونه‎) es un club de fútbol iraní de la ciudad de Babol en la Provincia de Mazandarán, que compite en la Liga Azadegan, segunda división de Irán.

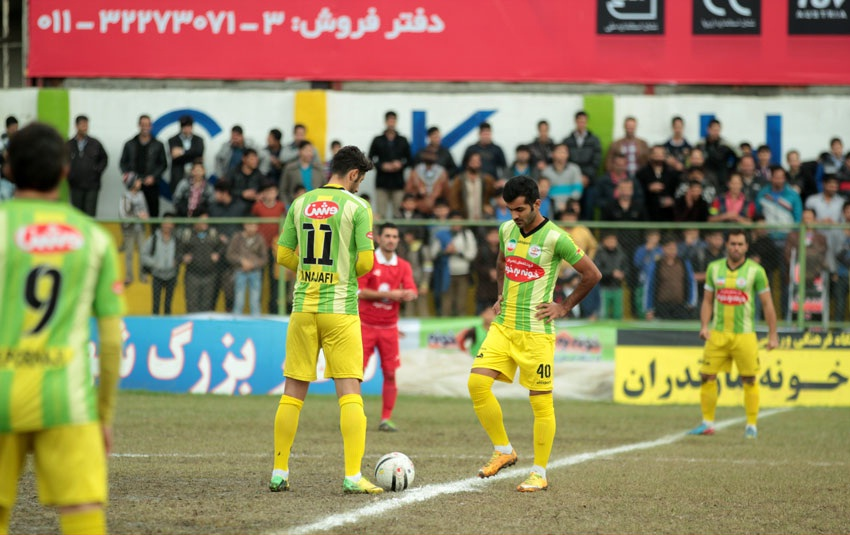
Partido del Knooneh Be Khooneh contra el Sepidrood Rasht SC.

## Historia
El Khooneh be Khooneh fue fundado en 2011 en Babol, Irán. En julio de 2015 el club compró la licencia del Bahman Shiraz para obtener el derecho de competir en la Liga Azadegan. Ese mes fue nombrado Akbar Misaghian como primer entrenador en la historia en el profesionalismo.
En el verano de 2017, la leyenda iraní Javad Nekounam fue nombrada como entrenador del equipo, logrando vencer al Siah Jamegan en los octavos de final de la Copa Hazfi, avanzando a cuartos de final, donde venció al club de la Iran Pro League Gostaresh Foolad por 2–0 para ser semifinalista por primera vez.